# حرف المضارعة
إن الفعل إذا كان مضارعا فلا بد أن يبتدئ بحرف من حروف المضارعة أو أحرف المضارعة، فلا يلزم من ذلك أن كل فعل ابتدأ بأحد هذه الحروف يكون فعلا مضارعا.
وحروف المضارعة هي: الألف والنون والياء والتاء. وتجمع في كلمة «نأتي».

## وصلات خارجية
حركة حروف المضارعة
أحرف المضارعة - محفظة الأستاذ خليفة